# Istenszülő elszenderedése fatemplom (Sztanizsa)
A sztanizsai Istenszülő elszenderedése fatemplom műemlékké nyilvánított épület Romániában, Hunyad megyében. A romániai műemlékek jegyzékében a  HD-II-m-B-20936 sorszámon szerepel.